# موهرکیرش
موهرکیرش (به آلمانی: Mohrkirch) یک شهر در آلمان است که در اشلسویگ-فلنسبورگ واقع شده‌است. موهرکیرش  ۱٬۰۲۰ نفر جمعیت دارد.